# برونوين والاس
برونوين والاس (بالإنجليزية: Bronwen Wallace)‏‏ (26 مايو 1945 في كينغستون - 25 أغسطس 1989 في كينغستون) شاعرة، وكاتِبة، وصانعة أفلام، وسينيمائية، ومقالاتية من كندا.

## التعليم
تعلمت برونوين والاس في:
- جامعة كوينز[3]

## روابط خارجية
- برونوين والاس على موقع IMDb (الإنجليزية)